# Centrale thermique de Richemont
La centrale thermique de Richemont est une ancienne centrale thermique située dans la commune française de Richemont, dans le département de la Moselle.
De sa mise en service, en 1954, jusqu'à son arrêt, en 2010, la centrale valorise le gaz de haut fourneau produit par la trentaine de hauts fourneaux des usines sidérurgiques des vallées de la Fensch et de l'Orne. Grâce à son gazomètre, elle optimise et répartit l'utilisation du gaz entre les différentes usines.

## Historique

### Fondation
Le 21 octobre 1950, 5 sociétés sidérurgiques du bassin mosellan (Sidélor, Nord & Lorraine, la SAFE, de Wendel et l'UCPMI), s'associent pour construire une centrale thermique au gaz. La société, née sous la forme d'une coopérative, est appelée la Sté Centrale Sidérurgique de Richemont. Elle grossira en 1960 avec l'arrivée de Lorraine-Escaut à Thionville, et, en 1966, avec la Sté Métallurgique de Knutange (SMK),
Le 26 juin 1954, soit 3 ans après cette fondation, la première tranche de la centrale est couplée au réseau électrique. Elle est installée au bord de la Moselle, seule capable de fournir le débit d'eau suffisant pour assurer la condensation de la vapeur après détente dans les turbines. En effet, en l'absence de tour aéroréfrigérante, « une usine de 100 kW nécessite quelque 25 m3/h d'eau froide soit, en période d'étiage, la moitié du débit total de la Moselle ». La proximité du canal et du port fluvial a été sans influence, le charbon étant livré par convoi ferroviaire.
En 1960, un gazomètre est construit pour aider au maintien d'une pression stable dans le gazoduc. Il améliore le fonctionnement de la centrale, bien que celle-ci ait été conçue à l'origine avec un niveau d'automatisation exceptionnel : malgré les fluctuations incessantes de l'arrivée de gaz, une vingtaine d'hommes suffisent à assurer la marche. À cette époque, la centrale est la 3e plus puissante centrale thermique de France.

### La centrale
D'une puissance initiale de 180 MW, la centrale est située à la confluence de l’Orne, du canal des mines de fer de la Moselle, et de la Moselle. Fonctionnant grâce aux gaz de haut fourneau fourni par les hauts fourneaux des vallées de l’Orne, de la Fensch et de la Moselle, elle centralise la distribution du gaz entre les différentes usines sidérurgiques et transforme le surplus en électricité. Un bloc de trois chaudières d’une puissance de 55 MWe par unité est d’abord construit, les tranches entrant en service entre 1952 et 1959. Un second bloc de deux chaudières de 125 MWe est mis en service au début des années 1960. Ces cinq groupes pouvaient consommer du charbon lorrain, du fioul lourd, et du gaz de haut fourneau.
|                  | Tranche 1                    | Tranche 1                    | Tranche 1                      | Tranche 2                      | Tranche 2                      |
|                  | Bloc 1                       | Bloc 2                       | Bloc 3                         | Bloc 4                         | Bloc 5                         |
| ---------------- | ---------------------------- | ---------------------------- | ------------------------------ | ------------------------------ | ------------------------------ |
| Puissance (MW)   | 55                           | 55                           | 55                             | 125                            | 125                            |
| Combustible      | Gaz de haut fourneau - Fioul | Gaz de haut fourneau - Fioul | Gaz de haut fourneau - Charbon | Gaz de haut fourneau - Charbon | Gaz de haut fourneau - Charbon |
| Date de couplage | 26/06/1954                   | 12/01/1955                   | 18/04/1959                     | 04/10/1960                     | 10/10/1960                     |
| Date d'arrêt     | années 1990                  | années 1990                  | 01/01/2010                     | années 1990                    | 12/11/2008                     |

Le réseau de gazoducs de gaz de haut fourneau dans les années 1960, connectant les usines sidérurgiques lorraines à la centrale de Richemont.

Un énorme gazoduc (la conduite mesure entre 1,8  et   2,6 m de diamètre, supporté par des pylônes de 4  à   17 m de haut) connecte cette centrale aux hauts fourneaux de Rombas. La construction commence après 1950 avec le premier tronçon (nommé Moselle 1), de l'usine d'Uckange à celle de Rombas, et est prolongé jusqu'en 1962 : le tronçon Orne 1 en 1954, Orne 2 en 1958, etc. Le dernier tronçon est construit en 1966, pour connecter la SMK, à Knutange. Les ramifications de ce gazoduc, qui s'étendent sur 70 km de long, connectent 11 batteries de hauts fourneaux (soit une trentaine de fours) des vallées de l'Orne, de la Fensch et de la Moselle, qui partagent ainsi leur gaz. À son développement maximal, 26 surpresseurs, installés au départ des usines sidérurgiques, peuvent y pousser 1,4 Mm3/h de gaz.
La centrale est conçue pour un mix combustible moyen de 65 à 75 % de gaz de haut fourneau, le complément étant assuré par du charbon en provenance des Houillères de Lorraine et, occasionnellement, du fioul lourd.

### Modernisation à mi-vie
De 1960 à 1980, dans sa période la plus faste, la centrale produit annuellement entre 2,5  et   3 TWh. En 1980, la production électrique a baissé à 2 TWh/an, car le gaz produit par les hauts fourneaux est devenu à la fois moins riche (conséquence de l'optimisation de la consommation en coke) et moins abondant. Ainsi, la centrale ne satisfait plus que 70 % des besoins — croissants — en électricité des usines sidérurgiques, alors que celles-ci étaient autarciques en 1970.
À la fin des années 1970, la centrale emploie environ 470 personnes. Largement amortie, elle rapporte à ses actionnaires plus de 50 MF/an. Elle reste donc un élément essentiel de la sidérurgie lorraine. C'est pourquoi, en 1980, une modernisation profonde est entreprise. Celle-ci permet à la centrale d'abandonner le charbon pour passer à 95 % de gaz de haut fourneau, le fuel n'étant conservé qu'à cause de sa capacité à compenser rapidement les fluctuations de l’approvisionnement en gaz. Le coût du projet, estimé alors à 511 MF, correspond à la moitié du coût d'une centrale équivalente neuve.

### Déclin et fermeture
À la suite de la crise de la sidérurgie dans le bassin lorrain et des fermetures en cascade des hauts fourneaux locaux, la centrale devient propriété d'EDF. Le réseau et les postes électriques sont revendus à EDF en 1989, la centrale le 1er janvier 1995. La centrale ne valorisait, en 2000, que le gaz produit par les deux hauts fourneaux de l'usine sidérurgique de Florange (c'est-à-dire les hauts fourneaux P3 et P6 situés sur le ban de Hayange). À cette date, une tranche de 125 MWe (no 5) fonctionnant toute l’année au gaz de hauts fourneaux acheminé par gazoduc depuis Hayange, et une tranche de 55 MWe (no 3) consommant également du gaz, utilisée en secours, suffisait à la valorisation du gaz.
Le contrat de fourniture de gaz avec ArcelorMittal se terminait en 2010. La période de croissance qui a précédé la Crise des subprimes, ainsi que l'OPA de Mittal Steel Company sur Arcelor permet d'imaginer une survie des hauts fourneaux de Hayange au-delà de cette échéance. Mais, le 12 novembre 2008, une grosse casse de la turbine no 5, la plus grosse, en pleine crise économique, nécessite plusieurs millions d'euros d'expertise et de réparation. Cette réparation n'est jamais réalisée : ArcelorMittal, en pleine tourmente financière, ne peut ni ne veut la payer, et EDF refuse de s'engager au vu de ses obligations contractuelles et de l'incertitude économique entourant alors la sidérurgie lorraine ainsi que les handicaps structurels de la centrale elle-même (éloignement des hauts fourneaux, sur-dimensionnement, âge des installations…).
| 1974 | 2,0.  |
| 1977 | 1,919 |
| 1978 | 1,974 |
| 1979 | 1,852 |
| 1993 | 0,7.  |

Après deux ans d'arrêt, et à la suite de l'échec des négociations de remise en état, le gazomètre et le gazoduc qui cheminait jusqu'à Hayange est démantelé en 2010-2011. EDF a néanmoins évoqué la construction d'une nouvelle centrale sur le même site. Le 21 octobre 2012 en matinée, les deux cheminées de la centrale d'une hauteur de 113 mètres, ainsi qu'une plus petite, sont dynamitées. Le 11 juin 2017, l’ancien bâtiment des machines est démoli par une procédure de semi-froudroyage. Le 22 juillet 2018, les deux dernières tranches de la centrale sont démolies, et EDF prévoit la réhabilitation du site d’ici 2020.